# Paulo Rink
Paulo Rink (Curitiba, Paraná, 1973. február 21. –) brazíliai születésű német válogatott labdarúgó, csatár.

## Pályafutása

### Klubcsapatban
1989-ben a CA Paranaense csapatában kezdte a labdarúgást. 1991-ben az Atlético Mineiro első csapatában mutatkozott be, majd 1992 és 1996 között ismét anyaegyesülete játékosa volt. 1995-ben kölcsönben a Chapecoense csapatában szerepelt. 1997-ben igazolt Németországba, a Bayer Leverkusenhez, ahol 2001-ig játszott és közben kölcsönben a hazai Santosban szerepelt kölcsönben 1999–2000-ben. 2002-ben az 1. FC Nürnberg, 2002–03-ban az Energie Cottbus játékosa volt. A 2003–04-es idényben a ciprusi Olimbiakósz Lefkoszíasz csapatában játszott, de 2004-ben egy rövid ideig megfordult a holland SBV Vitesse és a koreai Jeonbuk Hyundai Motors 
csapatában is és még ebben az évben visszatért a ciprusi együtteshez, ahol 2006-ig játszott. 2006-ban az ugyancsak ciprusi Omónia Lefkoszíasz csapatában szerepelt, majd hazatért Brazíliába és anyaegyesületében fejezte be az aktív labdarúgást 2007-ben.

### A válogatottban
1998 és 2000 között 13 alkalommal szerepelt a német válogatottban. Részt vett az 1999-es konföderációs kupán Mexikóban és a 2000-es Európa-bajnokságon.

## Sikerei, díjai
Bayer Leverkusen
- Német bajnokság (Bundesliga)
  - 2.: 1998–99